# Philippa of Clarence, 5. Countess of Ulster
Philippa of Clarence, 5. Countess of Ulster, (* 16. August 1355; † 5. Januar 1382) war die einzige Tochter von Lionel of Antwerp, 1. Duke of Clarence, dem dritten Sohn Eduards III. von England. Ihre Mutter war Elizabeth de Burgh, 4. Countess of Ulster, von der sie den Titel einer  Countess of Ulster erbte.
Philippa ist das einzige Kind Lionels. Sie war verheiratet mit Edmund Mortimer, 3. Earl of March, der ein Urenkel von Roger Mortimer, 1. Earl of March war, dem Liebhaber der Königin Eduards II., Isabella of France. Da Philippas Cousin, König Richard II., kinderlos blieb, galten während dessen Regierungszeit Philippas Nachkommen, zunächst ihr Sohn Roger, später ihr Enkel Edmund, bis zur Thronbesteigung Heinrichs IV. aus der drittältesten Abstammungslinie der Plantagenets als nächste Thronanwärter. Der Thronanspruch des Hauses York in den späteren Rosenkriegen führte über Philippas Enkelin Anne Mortimer und über Philippa selbst in doppelter weiblicher Erbfolge als Repräsentant der ältesten noch existierenden Linie des Königshauses.
Ihr Ur-Urenkel bestieg schließlich als Eduard IV. 1461 den englischen Thron.

## Nachkommen
- Elisabeth, ⚭ Sir Henry „Hotspur“ Percy
- Roger, später 4. Earl of March[1] ⚭ Eleanor Holland, Tochter von Thomas Holland, 2. Earl of Kent
- Edmund ⚭ Catrin ferch Owain Glyndŵr, Tochter von Owain Glyndŵr
- Philippa, ⚭ Richard Fitzalan, 11. Earl of Arundel (Haus FitzAlan)

## Weblink
- Philippa Plantagenet, Countess of Ulster auf thepeerage.com, abgerufen am 6. Oktober 2015.